# Kyrgyzové
Kyrgyzové, starým pravopisem Kirgizové (vlastním jménem Kыргыз či Kыргыздар) jsou turkický národ, žijící ve střední Asii. Jejich počet se odhaduje na přibližně 5 miliony osob. Kyrgyzové žijí převážně v Kyrgyzstánu, kde tvoří přibližně 73 % obyvatelstva. Významné skupiny Kyrgyzů žijí též v Uzbekistánu a Čínské lidové republice. Tradičním způsobem obživy Kyrgyzů bylo a zčásti zůstává kočovné a polokočovné pastevectví. Většina Kyrgyzů jsou sunnité, před přijetím islámu vyznávali šamanismus. Proslulá je kyrgyzská tradice hrdinské epiky, zahrnující především recitaci lidového eposu Manas. Etnonymum Kyrgyzové původně zahrnovalo i Kazachy.

## Etnogeneze

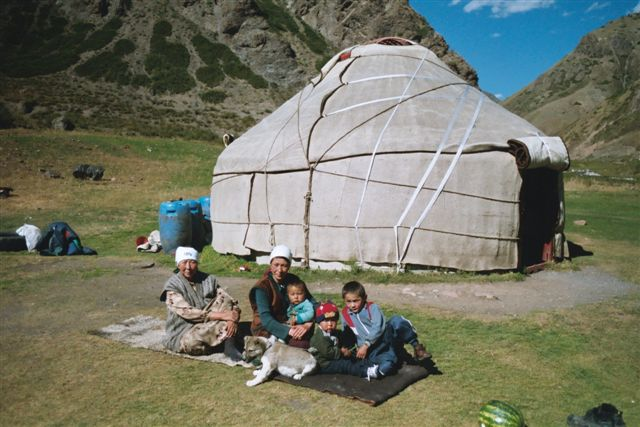
Kyrgyzové před jurtou u jezera Issyk-kul

Předky dnešních Kyrgyzů jsou turkické kmeny tureckých kaganátů 6. a 10. století a kočovné svazy Saků, Asijských Hunů (Siung-nuové) a Wusunů. Na etnogenezi se podíleli i Jenisejští Kyrgyzové. V 9. století předkové Kyrgyzů zničili říši Ujgurů. Pod tlakem Mongolů se poté přesunuli k Ťan-šanu a Pamíru. Zde došlo i k formaci kyrgyzské národnosti za účasti místních turkických kmenů.
O etnonymu „Kyrgyz“, které je nejstarším samonázvem z Turkických národů, je mnoho rozporuplných teorií: V hrdinském dastanu Manas, z 9. až 10. století se jako první uvádí teorie Manasových případných předchůdcích „kırk-bala“ → v překladu „čtyřicet dětí“, což byli božští chlapci se svou komunitou. Samotný Manas byl také v turkických jazycích nazýván „kırk-čör“ , aneb „čtyřicet hrdinů“. V díle „Badaī at-tavārīkh“ jsou Kyrgyzové (Jenisejští Kyrgyzové) nazývání „Az“. Etnonymum „Kirgiz“, které se skládá ze dvou slov „kırk + as“, je spojené s etnickým nebo geografickém termínem „Az“, nebo také „Uz“, čili „kırk-as“ → „čtyřicet Azů“ nebo „kırk-us“ → „čtyřicet Uzů“ či od slova „Uuz“ → „nezničitelný“. Lidová etymologie tohoto termínu vede k legendě o původu Kara-kyrgyzského lidu od „kırk-kız“ → „čtyřicet dívek“, zmiňovaných v dastanu Manas, od „čtyřiceti kmenů“.

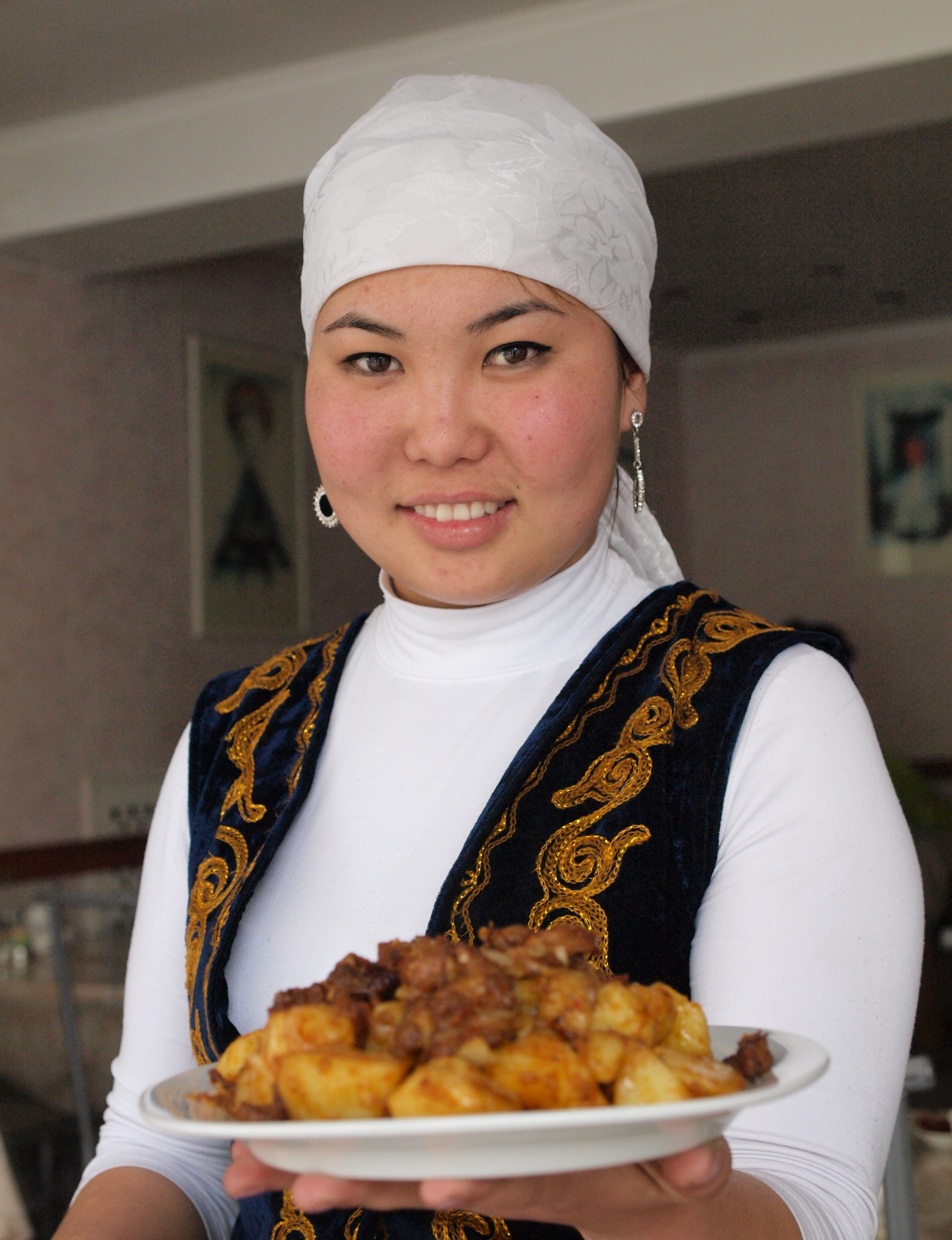
Kyrgyzka

V „Madzhmū at-tavārīkh“ je mezi skupinami domorodých Kyrgyzů (Jenisejští Kyrgyzové), západně od pohoří Altaj, uveden kmen „Telёs“. . V této době se část „Telёsů“ stala jedním z historických předchůdců současných Kirgizů, kteří nadále až do dnes tvoří tuto skupinu. „Telёsům“se také věnuje muslimské dílo z 18. století, mluví o nich jako o účastnících v armádě Arzu Muhammed-beka, v jeho válečném tažení proti Jarkendu. .